# Gigantes de Carolina 2022 (pallavolo maschile)
Questa voce raccoglie le informazioni riguardanti i Gigantes de Carolina nelle competizioni ufficiali della stagione 2022.

## Stagione
I Gigantes de Carolina partecipano al loro quindicesimo campionato di Liga de Voleibol Superior Masculino: si classificano al quarto posto in regular season, classificandosi ai play-off scudetto, dove vengono eliminati ai quarti di finale.

## Organigramma societario
Area direttiva
- Presidente: Nelsón Pérez

Area tecnica
- Primo allenatore: Gerardo de Jesús

## Rosa
| N° | Nome             | Ruolo | Data di nascita  | Nazionalità sportiva |
| -- | ---------------- | ----- | ---------------- | -------------------- |
| 1  | Kevin López      | S     | 24 aprile 1995   | Porto Rico           |
| 3  | Luis Pabón       | S     | 25 maggio 1995   | Porto Rico           |
| 5  | Gabriel Rosado   | P     | 20 ottobre 1995  | Porto Rico           |
| 6  | Ángel Rodríguez  | P     | -                | Porto Rico           |
| 7  | Adrián Iglesias  | S     | 14 febbraio 1998 | Porto Rico           |
| 8  | Amar Méndez      | C     | -                | Porto Rico           |
| 10 | Dimar López      | O     | 23 agosto 1986   | Porto Rico           |
| 11 | Lázaro Fernández | C     | 26 febbraio 1997 | Porto Rico           |
| 12 | Luis Bertrán     | L     | 22 agosto 1994   | Porto Rico           |
| 14 | Arnaldo Torres   | O     | 14 aprile 1999   | Porto Rico           |
| 15 | Jair Santiago    | O     | 24 agosto 1995   | Porto Rico           |
| 16 | Nomar Galarza    | O     | 16 maggio 1998   | Porto Rico           |
| 17 | Ismael Alomar    | C     | 28 giugno 1996   | Porto Rico           |

## Mercato
| Acquisti | Acquisti         | Acquisti                 | Acquisti   |
| R.       | Nome             | da                       | Modalità   |
| -------- | ---------------- | ------------------------ | ---------- |
| S        | Kevin López      | Aristotelīs Skydras      | definitivo |
| S        | Luis Pabón       | -                        | definitivo |
| P        | Gabriel Rosado   | Mets de Guaynabo         | definitivo |
| P        | Ángel Rodríguez  | -                        | definitivo |
| C        | Amar Méndez      | -                        | definitivo |
| O        | Dimar López      | Indios de Mayagüez       | definitivo |
| C        | Lázaro Fernández | Caribes de San Sebastián | definitivo |
| O        | Jair Santiago    | Al-Gharafa               | definitivo |
| O        | Nomar Galarza    | Indios de Mayagüez       | definitivo |
| C        | Ismael Alomar    | Caribes de San Sebastián | definitivo |

| Cessioni | Cessioni              | Cessioni              | Cessioni   |
| R.       | Nome                  | a                     | Modalità   |
| -------- | --------------------- | --------------------- | ---------- |
| C        | Fabián Rohena         | Utah Stingers         | definitivo |
| C        | Amar de Jesús         | -                     | ritirato   |
| P        | Luis Guillermo García | Mets de Guaynabo      | definitivo |
| P        | Francisco Pomar       | -                     | ritirato   |
| S        | Josué Rivera          | Mets de Guaynabo      | definitivo |
| S        | Alexis Avilés         | -                     | ritirato   |
| C        | Ventura Peluzzo       | -                     | ritirato   |
| O        | Pedro Pastrana        | -                     | ritirato   |
| O        | Jair Santiago         | OC Stunners           | definitivo |
| S        | Víctor González       | Plataneros de Corozal | definitivo |

## Risultati

### LVSM

#### Regular season
| 1ª giornata - 15 settembre 2022 Coliseo Gelito Ortega, Naranjito          | Changos de Naranjito     | 2 - 3 | Gigantes de Carolina     | 25-21, 22-25, 21-25, 25-17, 13-15 |
| 2ª giornata - 30 settembre 2022 Coliseo Gelito Ortega, Naranjito          | Changos de Naranjito     | 0 - 3 | Gigantes de Carolina     | 23-25, 20-25, 22-25               |
| 3ª giornata - 1º ottobre 2022 Coliseo Carmen Zoraida Figueroa, Corozal    | Plataneros de Corozal    | 1 - 3 | Gigantes de Carolina     | 22-25, 18-25, 25-23, 18-25        |
| 4ª giornata - 6 ottobre 2022 Coliseo Guillermo Angulo, Carolina           | Gigantes de Carolina     | 3 - 1 | Indios de Mayagüez       | 25-23, 25-27, 25-16, 25-22        |
| 5ª giornata - 7 ottobre 2022 Coliseo Guillermo Angulo, Carolina           | Gigantes de Carolina     | 2 - 3 | Cafeteros de Yauco       | 21-25, 25-19, 23-25, 25-18, 11-15 |
| 6ª giornata - 9 ottobre 2022 Coliseo Guillermo Angulo, Carolina           | Gigantes de Carolina     | 1 - 3 | Changos de Naranjito     | 18-25, 14-25, 25-22, 21-25        |
| 7ª giornata - 13 ottobre 2022 Coliseo Luis Aymat Cardona, San Sebastián   | Caribes de San Sebastián | 2 - 3 | Gigantes de Carolina     | 26-24, 25-14, 20-25, 26-28, 9-15  |
| 8ª giornata - 14 ottobre 2022 Coliseo Guillermo Angulo, Carolina          | Gigantes de Carolina     | 3 - 0 | Cafeteros de Yauco       | 25-22, 25-19, 29-27               |
| 9ª giornata - 20 ottobre 2022 Coliseo Guillermo Angulo, Carolina          | Gigantes de Carolina     | 3 - 1 | Indios de Mayagüez       | 25-21, 21-25, 25-19, 25-21        |
| 10ª giornata - 23 ottobre 2022 Coliseo Carmen Zoraida Figueroa, Corozal   | Plataneros de Corozal    | 3 - 1 | Gigantes de Carolina     | 22-25, 25-20, 25-22, 25-13        |
| 11ª giornata - 25 ottobre 2022 Coliseo Raúl "Pipote" Oliveras, Yauco      | Cafeteros de Yauco       | 3 - 2 | Gigantes de Carolina     | 18-25, 17-25, 25-18, 30-28, 15-11 |
| 12ª giornata - 27 ottobre 2022 Coliseo Guillermo Angulo, Carolina         | Gigantes de Carolina     | 3 - 2 | Mets de Guaynabo         | 27-25, 25-22, 21-25, 22-25, 15-8  |
| 13ª giornata - 30 ottobre 2022 Coliseo Rafael A. Mangual, Mayagüez        | Indios de Mayagüez       | 3 - 2 | Gigantes de Carolina     | 25-18, 16-25, 27-25, 22-25, 15-7  |
| 14ª giornata - 1º novembre 2022 Coliseo Luis Aymat Cardona, San Sebastián | Caribes de San Sebastián | 3 - 1 | Gigantes de Carolina     | 29-27, 25-20, 20-25, 25-18        |
| 15ª giornata - 3 novembre 2022 Coliseo Guillermo Angulo, Carolina         | Gigantes de Carolina     | 3 - 2 | Mets de Guaynabo         | 19-25, 28-26, 25-21, 22-25, 15-13 |
| 16ª giornata - 5 novembre 2022 Coliseo Mario Morales, Guaynabo            | Mets de Guaynabo         | 3 - 0 | Gigantes de Carolina     | 25-14, 25-23, 25-17               |
| 17ª giornata - 10 novembre 2022 Coliseo Guillermo Angulo, Carolina        | Gigantes de Carolina     | 0 - 3 | Plataneros de Corozal    | 20-25, 19-25, 16-25               |
| 18ª giornata - 12 novembre 2022 Coliseo Guillermo Angulo, Carolina        | Gigantes de Carolina     | 2 - 3 | Caribes de San Sebastián | 25-21, 22-25, 25-22, 20-25, 9-15  |

#### Play-off
| Quarti di finale (gara 2) - 20 novembre 2022 Coliseo Guillermo Angulo, Carolina    | Gigantes de Carolina | 2 - 3 | Cafeteros de Yauco   | 25-20, 15-25, 25-23, 25-21, 11-15 |
| Quarti di finale (gara 3) - 22 novembre 2022 Coliseo Mario Morales, Guaynabo       | Mets de Guaynabo     | 3 - 0 | Gigantes de Carolina | 25-12, 25-15, 25-15               |
| Quarti di finale (gara 4) - 25 novembre 2022 Coliseo Raúl "Pipote" Oliveras, Yauco | Cafeteros de Yauco   | 3 - 2 | Gigantes de Carolina | 25-20, 22-25, 21-25, 25-17, 15-10 |
| Quarti di finale (gara 6) - 29 novembre 2022 Coliseo Guillermo Angulo, Carolina    | Gigantes de Carolina | 2 - 3 | Mets de Guaynabo     | 25-19, 13-25, 23-25, 25-22, 13-15 |

## Statistiche

### Statistiche di squadra
| Competizione | Punti | In casa | In casa | In casa | In trasferta | In trasferta | In trasferta | Totale | Totale | Totale |
| Competizione | Punti | G       | V       | P       | G            | V            | P            | G      | V      | P      |
| ------------ | ----- | ------- | ------- | ------- | ------------ | ------------ | ------------ | ------ | ------ | ------ |
| LVSM         | 27    | 11      | 5       | 6       | 11           | 4            | 7            | 22     | 9      | 13     |
| Totale       | -     | 11      | 5       | 6       | 11           | 4            | 7            | 22     | 9      | 13     |

G = partite giocate; V = partite vinte; P = partite perse

### Statistiche dei giocatori
Dati non disponibili.